# Angolas nationalbibliotek
Angolas nationalbibliotek (portugisisk: Biblioteca Nacional de Angola) er beliggende i Luanda og er Angolas nationalbibliotek. Biblioteket blev grundlagt i 1969 og har 32 ansatte.